# 음악앨범 (CJB 라디오 프로그램)
《길원득의 음악앨범》은 CJB JOY FM(청주, 증평 FM 101.5MHz, 충주, 음성 FM 97.9MHz, 제천, 단양 FM 102.7MHz)에서 매일 오후 4시에 방송 중인 충북 지역 라디오 음악 프로그램이다.

## 개요
2001년 9월 26일 CJB JOY FM 개국 프로그램으로 시작되어 2018년 4월 1일까지 방송 후 종영되었다가 2021년 5월 3일부터 다시 재개되었다.